# MPEG-1
MPEG-1 （エムペグワン）は、ISO/IEC JTC 1のMoving Picture Experts Group(MPEG)によって作られた標準動画規格の一つ。
正式名称:Coding of moving pictures and associated audio for digital storage media at up to about 1.5 Mbit/s
コンパクトディスク(CD)に1時間程度の動画を記録する事を目標にNTTとアスキーに由ってISOへ提案された。ビデオCDなどで利用されている。単にMPEG動画というと、MPEG-1で圧縮されたものを指す場合が多い。
ビデオとオーディオ、両者を併せたシステムについて規格化されている。
プログレッシブ信号には対応しているが、インタレース信号には対応していない。

## 技術の詳細

### ビデオ（動画像符号化）
H.261で開発された動画像圧縮技術の流れを汲み、フレーム間予測と離散コサイン変換を用いた技術である。最大4095×4095（12ビット）の解像度と、最大100 Mbit / sのビットレートをサポートする。MPEG-1の特徴は、従来まで1画素(動画像符号化ではフルペルと呼ぶ)単位であった動き補償の精度を、半画素(ハーフペル)単位に拡張した点である。ハーフペル動き補償は、半画素単位での動きベクトル探索が必要で演算量が大きいものの、フルペル単位に比べて圧縮率を大きく向上させることができる。ハーフペル動き補償は、H.262 (MPEG-2)やH.263 (MPEG-4)でも使用されている。
ビデオCDのほかDVD-VideoやDVD-VRの規格に低解像度用として取り入れられている（実際にMPEG-1を使ったDVDは極めて少ない）。2000年代初頭頃まではゲームやインターネットでやり取りされる動画での圧縮形式としても一般的だったが、その後はMPEG-4(DivX・Xvid・3ivx)・H.264・WMVなどに取って代わられた。2009年現在では携帯電話・携帯型プレーヤー・デジタルフォトフレームなどでMPEG-1に対応している製品は少数である。

### オーディオ
Layer 1、Layer 2、Layer 3があり、それぞれMP1、MP2、MP3と呼ばれている。Layer 2対応機器はLayer 1の再生もでき、Layer 3対応機器ではLayer 1、Layer 2、Layer 3全て再生できる上位互換性を持つ。ビデオCDではLayer 2が使われる。